# Juan de Aranda Salazar
Juan de Aranda Salazar (Castillo de Locubín, ca. 1600-Jaén?, 1654), fue un arquitecto español.

## Biografía
Dos años se documentan como posible fecha de nacimiento de Juan de Aranda, en Castillo de Locubín, 1590 y 1605. Se formó con su tío Ginés Martínez de Aranda, maestro de obra de la catedral de Santiago de Compostela, desarrollando diversos trabajos en la provincia de Jaén; así, por ejemplo, en la iglesia de San Pedro Apóstol de Castillo de Locubín, trabajaron tío y sobrino.
Nombrado maestro de obras en las catedrales de Granada y Córdoba, fue llamado por el obispo de Jaén, Baltasar Moscoso y Sandoval en el año 1634, que le encargó la continuación de las obras de la catedral, proyectada por Andrés de Vandelvira, obra que le dio renombre, sobre todo en Andalucía. Fuera de esa región pueden mencionarse por ejemplo la traza de la fuente de los Recoletos Agustinos, en Madrid, concluida en 1624.
Está enterrado en la catedral de Jaén.

## Selección de obras en las que intervino
- Iglesia de San Miguel.Andújar

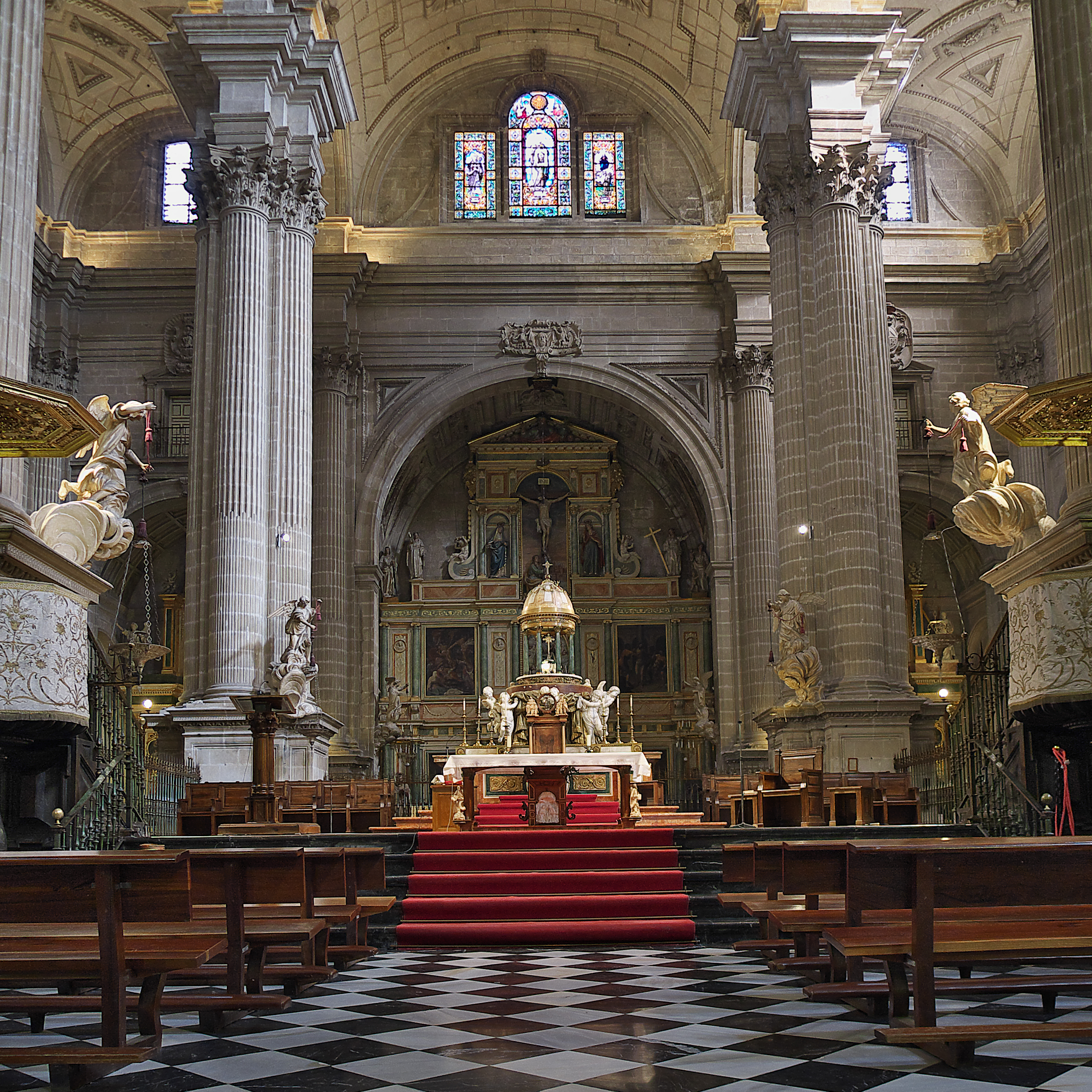
Catedral de la Asunción de Jaén.

- Iglesia de la consolación. Alcalá la Real
- Santuario de los Santos Bonoso y Maximiano. Arjona
- Iglesia Parroquial de Cabra del Santo Cristo
- Torre de la Iglesia Parroquial de La Asunción Jódar
- Iglesia del Señor Santiago. Castellar
- Puerta de San Pedro de la iglesia de Santa María de la Asunción. Linares
- Iglesia de Nuestra Señora de la Asunción. Luque
- Fachada principal de la iglesia de San Juan Evangelista. Mancha Real
- Iglesia del Hospital. Villacarrillo
- Iglesia del Puerto de Santa María